# اسید نارنجی ۷
اسید نارنجی ۷ (به انگلیسی: Acid orange 7) با فرمول شیمیایی C۱۶H۱۱N۲NaO۴S (sodium salt) یک ترکیب شیمیایی با شناسه پاب‌کم ۲۳۶۸۲۰۰۶ است. که جرم مولی آن ۳۵۰٫۳۲ g/mol می‌باشد. 